# Donnally-Gletscher
Der Donnally-Gletscher ist ein 19 Kilometer langer Gletscher in der antarktischen Ross Dependency. In den Churchill Mountains fließt er in östlicher Richtung entlang der Nordflanke der Swithinbank Range zum Starshot-Gletscher.
Das Advisory Committee on Antarctic Names benannte ihn 1965 nach Commander Edward W. Donnally von der United States Navy, Leiter der Unterstützungseinheit auf der McMurdo-Station im antarktischen Winter 1962.